# Alphonse Beau de Rochas
Alphonse Beau de Rochas (Digne, 9 aprile 1815 – Vincennes, 27 marzo 1893) è stato un inventore e ingegnere francese, primo a brevettare il motore a combustione interna a quattro tempi.
Brevettò la sua idea nel 1862, 16 anni prima di Nicolaus Otto, ma la sua idea rimase solo su carta e non realizzò mai un prototipo di tale motore, diversamente da quanto fecero invece Nikolaus A. Otto in Germania e Étienne Lenoir in Francia.